# Жуничи
Жуничи (словен. Žuniči) је насељено место у општини Чрномељ у Републици Словенији.
По последњем попису из 2011. године, Жуничи су имали 51 становника.
Село је значајно као једно од пар села Беле Крајине и целе Словеније, насељених Србима током неколико протеклих векова.